# Ary Graça Filho
Ary da Silva Graça Filho, née le 23 avril 1943, est un ancien joueur de volley-ball brésilien. Il est le président de la Fédération internationale de volley-ball de 2012 à 2024. Il est membre de l'équipe nationale du Brésil de 1963 à 1968.